# USS Thomas E. Fraser (DM-24)
O USS Thomas E. Fraser (DM 24) foi um contratorpedeiro da Marinha dos Estados Unidos, classe Robert H. Smith que serviu durante a Segunda Guerra Mundial.

## Comandantes
| Comandante                 | Data                     |
| -------------------------- | ------------------------ |
| Cdr. Ronald Joseph Woodman | 22 de Agosto de 1944 -?? |